# Heavenly (gruppo musicale francese)
Gli Heavenly sono un gruppo musicale power metal/neoclassical metal francese fondato dal cantante Benjamin Sotto e dal batterista Maxence Pilo a Parigi nel 1994.

## Storia del gruppo
Nel 1994 avviene il primo incontro tra i due membri fondatori degli Heavenly, il cantante Benjamin Sotto e il batterista Maxence Pilo.
Nel 1998 la band registra il primo demo di tre tracce, Coming from the Sky, e lo invia a varie case discografiche. Tra queste vi è la Noise Records che decide di renderlo disponibile all'ascolto sul sito ufficiale per la competizione "Be Your Own Label Boss". Gli Heavenly ne escono vincitori e l'anno seguente la Noise offre un contratto alla band.
A febbraio 2000 iniziano i lavori per l'album di debutto ad Hannover (Germania), dal titolo Coming from the Sky, che esce a maggio, prodotto da Piet Sielck degli Iron Savior. La canzone Time Machine si avvale della collaborazione di Kai Hansen dei Gamma Ray e dello stesso Sielck alle voci.
Il 24 novembre 2000 la band apre il concerto a Tours dei Symphony X. Il giorno seguente partecipano all'Hard Rock Magazine festival all'Elysée Montmartre di Parigi e la band ottiene un responso eccezionale da parte del pubblico.
Il 1º dicembre 2000 la band viene scelta per aprire i concerti dell'"Infinite Tour" degli Stratovarius in Francia, Paesi Bassi, Belgio, Germania e Repubblica Ceca.
Tra marzo e giugno 2001 la band registra il secondo album, Sign of the Winner, ad Horsen in Danimarca e a Parigi, che esce a settembre, prodotto da Tommy Hansen, già produttore di Helloween e Pretty Maids.
A dicembre 2001 gli Heavenly aprono i concerti del "Mandrake Tour" degli Edguy per 6 settimane, durante le quali suonano 26 date in 10 paesi europei (Germania, Svizzera, Italia, Francia, Spagna, Regno Unito, Paesi Bassi, Belgio, Svezia e Finlandia) con un'affluenza di 30.000 persone lungo tutto il tour.
A febbraio 2002 gli Heavenly vincono agli "Hard Rock Magazine awards" il premio come "miglior band francese del 2001" ("best french band" award for 2001) secondo i lettori di Hard Rock Magazine e lo stesso premio secondo i lettori di Rock Hard Magazine.
Il 2 agosto suonano al Wacken Open Air.
Tra marzo e agosto 2003 si svolgono le registrazioni del terzo album, Dust to Dust, ad Hannover e Wolfsburg, in Germania e a Hyères, in Francia, che esce a gennaio 2004, prodotto da Ferdy Doernberg e Sascha Paeth già produttore di Angra e Rhapsody.
A novembre 2005 la band rompe il contratto con Noise/Sanctuary Records e Avalon Marquee Records ne offre uno per l'Asia. Ad agosto 2006 13bis Records/Sony BMG offre un contratto per la Francia. A novembre AFM Records offre un contratto per Europa e USA.
Tra febbraio e luglio 2006 viene registrato il quarto album, Virus, a Marsiglia e Hyères (Francia), Miami (U.S.A.), Wolfsburg (Germania) ed Helsinki (Finlandia), che esce tra il 2006 e il 2007, prodotto da Philip Colodetti.
Ad aprile 2007 gli Heavenly aprono le date del mini-tour francese degli Scorpions a Parigi, Nantes, Digione e Rouen.
A ottobre 2009 il batterista Thomas Das Neves decide di lasciare la band e viene sostituito da Pierre-Emmanuel "Piwee" Desfray. A dicembre esce il quinto album Carpe Diem, che riceve buone recensioni da parte della critica.

## Influenze
All'epoca del demo Coming from the Sky lo stile della band era molto influenzato da band come Guns N' Roses, Helloween, Stratovarius, Angra e Rhapsody.

## Formazione

### Formazione attuale
- Benjamin Sotto - voce (1994 - presente)
- Olivier Lapauze - chitarra (2004 - presente)
- Frédéric Geai-Schmitt - basso (2011 - presente)
- Nicolas Marco - tastiera (2011 - presente)
- Pierre-Emmanuel Desfray - batteria (2009 - presente)

### Ex componenti
- Anthony Parker - chitarra (1994 - 2004)
- Chris Savourey - chitarra (1994 - 2001)
- Frédéric Leclercq - chitarra (1994 - 2004)
- Laurent Jean - basso (1994 - 1998)
- Pierre-Emmanuel Pélisson - basso (1998 - 2004)
- Maxence Pilo - batteria (1994 - 2004)
- Thomas Das Neves - batteria (2004 - 2006)
- Charley Corbiaux - chitarra (2001 - 2011)
- Matthieu Plana - basso (2004 - 2011)

## Discografia

### Album in studio
- 2000 - Coming from the Sky (Noise Records)
- 2001 - Sign of the Winner (Noise Records)
- 2004 - Dust to Dust (Noise Records)
- 2006 - Virus (AFM Records)
- 2009 - Carpe Diem (AFM Records)

### Demo
- 1998 - Coming from the Sky

### Compilation
- 2009 - ReUnation - A Tribute to Running Wild

## Premi
- 2001 Best French Band Award - Hard Rock Magazine
- 2001 Best French Band Award - Rock Hard Magazine